# Sigfridsleden
Sigfridsleden är en vandringsled i Kronobergs län i Småland. 
Den sträcker sig från Asa i norr till sydänden på sjön Rottnen i söder. Den är i sin helhet cirka 102 km lång. Går du inte avstickaren som tar dig in till Växjö Domkyrka är ledens totala längd 88 kilometer. Den passerar öster om Växjö nära Sandsbro samt i närheten av Tjureda, Åryd och Hemmesjö medeltida kyrka. De södra delarna av leden är mycket förstörda av skogsskövling och man går bitvis över obefintliga, bristfälligt uppmärkta stigar rakt över kalhyggen.
Vid Asa i norr ansluter den till Höglandsleden.